# De svenska korstågen
De svenska korstågen var en serie svenska militära expeditioner under 1100- och 1200-talen för att införa katolicismen i de då hedniska Baltikum och Finland. Expeditionerna syftade också till att säkra den svenska Östersjökusten och handelsvägarna österut i konkurrens med Tyskland, Danmark och Novgorodlandet (Holmgård, Gårdarike).

## Bakgrund

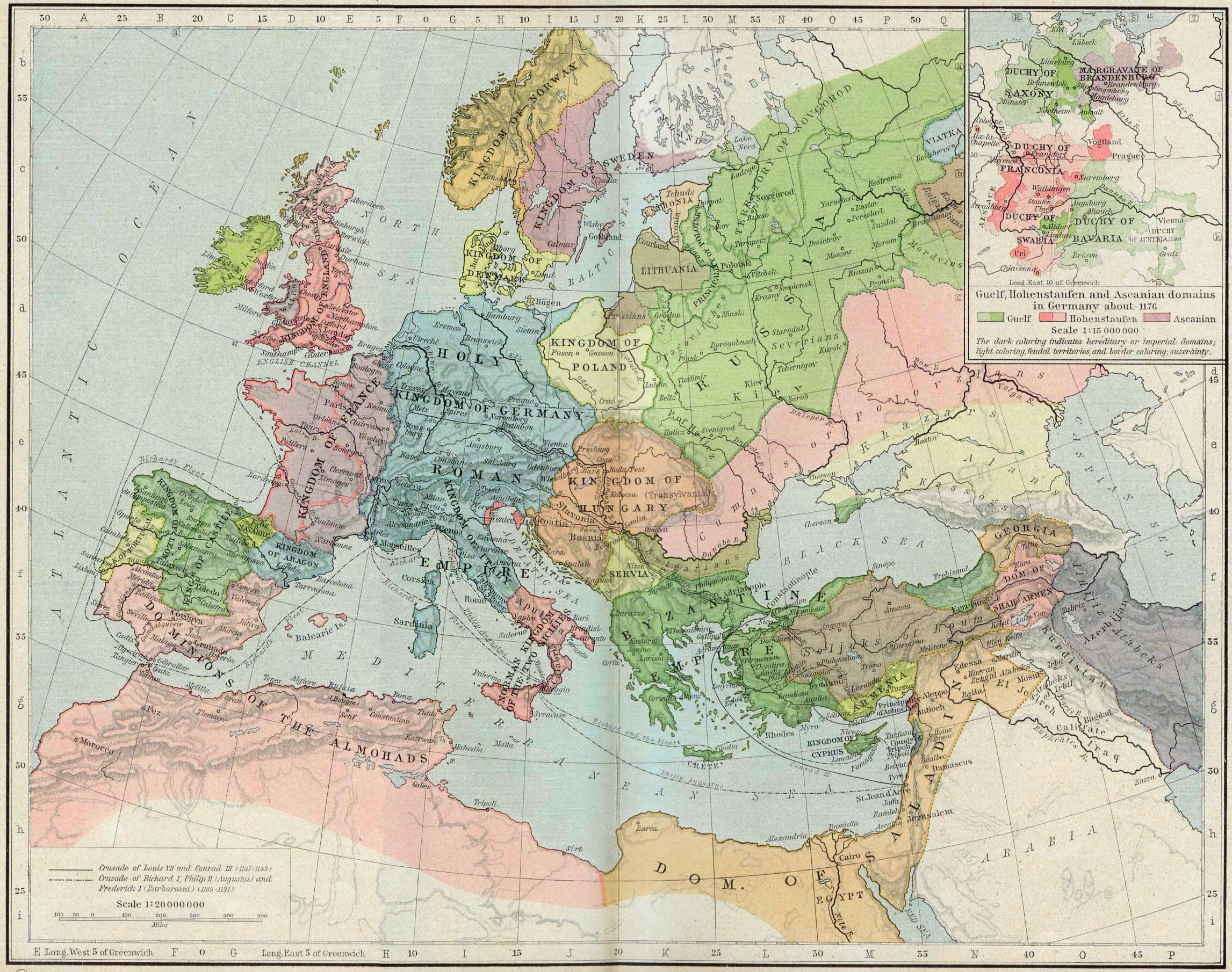
Europa år 1190, precis innan korståg började riktas mot Baltikum.

Vikingatågen i österled upphörde vid början av 1000-talet men Sveriges förbindelser österut fortfördes, exempelvis gifte Olov Skötkonungs bort sin dotter Ingegerd 1019 med Jaroslav I av Kiev. Det ser ut som om Novgorod under första hälften av 1000-talet stödde svenska och norska regenter mot danska-engelska kungar.

### Försvar
Under 1100-talet var den hedniska Östersjöbefolkningen, bland annat kareler och ester, en fara för den svenska Östersjökusten. Ett sådant härjningståg ledde till Sigtunas brand 1187. Svenskarna var därmed i en liknande situation som tidigare drivit tyskar och anglosaxare att missionera i Norden: Ett införande av kristendomen öster om Östersjön kunde skapa säkerhet.

### Konfessionsstrider
Påven i Rom stod i konkurrens med den grekisk-ortodoxa kyrkan som samtidigt sökte öka sitt inflytande i Novgorodlandet (Gårdarike).

### Handel
Otvivelaktigt ingick även korstågen i en medveten svensk handelspolitik österut.

### Danskar och tyskar
Svenskarna var inte de enda som for på militära expeditioner i östersjöområdet. Danmark hade tidigare framgångsrikt bekrigat de västliga slaverna i nuvarande Nordtyskland, och vid slutet av 1100-talet etablerat sig i Estland. Runt år 1200 verkade danskarna också norr om Finska viken. Även den tyska Svärdsriddarorden, etablerade sig vid denna tid i Livland med centrum i Riga.

## Estland
Under 1220-talet gick kung Johan Sverkersson in på den baltiska militära scenen, genom att invadera Rotalia. Med på krigståget var jarl Karl Döve och Linköpingsbiskopen Karl Magnusson. Enligt Henrik av Livlands krönika var syftet maktpolitiskt, att "erövra vissa delar av Estland". Den gamla fästningen Leal blev högkvarter. Rotalia var redan formellt kristnat, med en egen biskop med säte just i Leal. Det bekymrade inte svenskarna, och det gjorde inte heller den varning de fick om att esterna var opålitliga. Johan Sverkerssons riddare reste omkring i landet och döpte ester och byggde kyrkor, tills kungen var säker på att Rotalia var en del av hans rike. Han lämnade några krigare i Leal och ansåg att ingen fara rådde då området var omgivet av både danska och tyska befästningar. Den 8 augusti anlände dock en flotta från Ösel. Svenskarna hade troligen hört att öselborna nyligen drabbats av ett nederlag och därmed trott dem ofarliga. Detta kom att stå dem dyrt; öselborna besegrade dem och dödade alla eller nästan alla, inklusive biskopen. Danska trupper anlände senare och begravde de stupade. Danskar och tyskar kom efter detta att konkurrera om kontrollen över det tidigare svenska området; inga försök gjordes att återta det från svensk sida och misslyckandet tycks inte ha fått större politiska konsekvenser för Johan.

## Finland

### Första svenska korståget
Enligt legenden ska Sveakungar ha organiserat det första svenska korståget då Erik den helige och den brittiska missionären Sankt Henrik redan vid slutet av 1150-talet ska ha kristnat kustlandskapet i dagens Finland. Idag betvivlar man att ett regelrätt korståg ägt rum så tidigt, då det saknas belägg för det i samtida källor. Däremot är det troligt att det vid denna tid genomfördes såväl militära erövrings- och plundringståg som handelsexpansion från svenskt håll. Fördelarna var ömsesidiga. Detta ledde småningom till att Egentliga Finland inlemmades i den riksbildning av svear och göter som kom att utgöra det svenska riket.
En påvebulla från 1170-talet, ställd till ärkebiskopen och hans lydbiskopar, vittnar om svenska militära insatser för att omvända finnar. En annan bulla omtalar att Knut Eriksson år efter år var ute i härnad mot hedniska folk. Vid 1200-talets början fanns en finsk biskopsstol i Nousis som lydde under ärkebiskopen i Uppsala.

### Andra svenska korståget
Senare kom även Tavastland, att löst inlemmas i det svenska riket, dock snarare genom att frivilligt knytas till den svenska kungen än genom erövring. Tavasterna befann sig närmare Novgorodlandet, Holmgård (Gårdarike) än befolkningen i Egentliga Finland, och utsattes därmed även för tryck från detta håll. Under 1220-talet eller tidigt 1230-tal etablerades en katolsk kyrklig närvaro i området under biskop Thomas. Under mitten av 1230-talet avföll dock tavasterna, vilket ledde till att påven Gregorius IX 1237 kallade till korståg mot dem. Ett brev skrivet 1237 av Gregorius IX finns bevarat i Svenskt Diplomatarium
Påven Gregorius (IX) till ärkebiskopen i Uppsala och hans suffraganer rörande förhållandena i Tavastland; påven har hört att många tavastlänningar har avfallit från kristendomen och nu förföljer de troende bl.a. genom att offra dem till demoner, lemlästa dem, bränna dem på bål och sticka ut ögonen på deras präster; han uppmanar nu adressaterna att förmå människor i sitt land att dra ut på korståg mot dessa hedningar och utlovar syndaförlåtelse och samma immunitet som för korstågsfarare till det heliga landet för dem som gör detta.
Enligt Erikskrönikan skall andra svenska korståget ha letts av Birger Jarl, men först mot slutet av 1240-talet efter att påven kallat 1237. Det är dock troligt att denna fått kronologin fel och att expeditionen genomfördes ett decennium tidigare, och att detta därför är det första belagda korståget norr om Finska viken. Ibland tvångsdöptes redan kristna, för att vinna befolkningen från Novgorodlandets (Gårdarike) grekiskortodoxa lära till den katolska läran, vilka varit separerade sedan den stora schismen 1054.

### Tredje svenska korståget
Det tredje svenska korståget anses ha genomförts under Torgils Knutsson år 1293, och gick till Karelen. I detta sammanhang anlades Viborg. Samma rättigheter och skyldigheter gällde i hela det svenska riket, och de östliga provinser som bildar dagens Finland fanns representerade redan vid kungaval vid Mora stenar på 1300-talet och Sveriges första riksdagar på 1500-talet.

## Republiken Novgorod, (Holmgård, Gårdarike)
Under 1240 genomfördes sedan en attack av de katolska makterna mot det ortodoxa Republiken Novgorods domäner. En svensk armé besegrades av den novgorodiske prinsen Alexander Nevskij i slaget vid Neva 1240. Tyskar och danskar hade i början stora framgångar och kunde besätta stora delar av Ingermanland. Efter det s.k. slaget på Isen (på sjön Peipus) 1242 kunde dock Novogorod, Holmgård återta vad som gått förlorat, och när allt tumult lagt sig var läget närmast status quo.
Ett och ett halvt decennium senare gjordes ett nytt, halvhjärtat försök. Tiden var annars ganska lugn, med få stridigheter mellan katoliker och ortodoxa, men påven Alexander IV beordrade ändå ett korståg för att kristna hedningarna öster om Narvafloden. Troligt är att Birger jarl ivrade för korståget, men det svenska gensvaret blev ändå svagt och även om de for över till området och började anlägga en stad for de hem så de nåddes av nyheten att ryssarna började samla ihop en här.

### 30 år av ofred
År 1293 genomförde svenska trupper lika hastigt som välplanerat en framstöt långt in i karelernas land, vilket ledde till en 30 år lång kraftmätning mellan svenskar och ryssar (novgoroder). Novgorod hade då under en längre tid stärkt sina positioner i området, men även om svenskarna önskade motarbeta detta hade de hindrats av inre oroligheter. 1292 hade novgorodska (rusiska) trupper härjat i Tavastland, och det inre läget hade stabiliserats under förmyndarregeringen för Birger Magnusson, under marsken Torgils Knutssons ledning. Enligt Erikskrönikan skall svenskarna först anlagt Viborgs slott, och sedan intagit Kexholms fästning och även där anlagt en fästning, men förlorat denna till Novgorod. Viborg gjorde dock att Karelen gled över i svenskarnas händer. År 1300 gjordes ännu ett försök att ta kontrollen över nytt territorium genom att anlägga en fästning, denna gång i Ingermanland. Ryssarna (Ruser, Tjuder) gjorde ett tidigt försök att slå ned även denna, men misslyckades. Borgen färdigställdes, och stora delar av krigsfolket återvände hem. Enligt Erikskrönikan skall dock under vintern den kvarlämnade provianten delvis förstörts och skörbjugg grasserat, varefter borgen lämnats nästan öde. Under 1301 gjordes därför ett nytt ryskt stormningsförsök, denna gång med större framgång: borgen intogs och lades sedan i ruiner.
Det lugn som tidigare rått i Sverige var nu dock över, och kung Birgers långvariga gräl med sina bröder Erik och Valdemar skulle bestå i decennier. Kriget övergick i plundrande från båda sidor. 1314 gjorde karelarna uppror mot Novgorod och överlämnade Kexholm till Sverige, som dock inte heller nu kunde underhålla en befästning på platsen, varför den åter övergick i ryssarnas (Ruser) händer. Med tiden insåg båda sidor att ingen kunde vinna detta krig, och 1323 slöts Freden i Nöteborg.

### Magnus Erikssons korståg

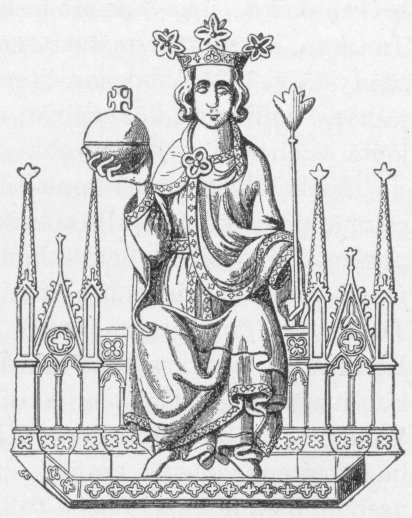
Magnus Eriksson

I början på 1340-talet var läget i norden ovanligt lugnt: Sverige, Norge och Skåne var alla delar av en personalunion under Magnus Eriksson, och fred rådde med Danmark. Samtidigt rådde inre splittring i Novgorod, som dessutom ansattes av yttre fiender och hade frostiga relationer med sina allierade. Dessutom hade Heliga Birgitta framträtt i Sverige och predikat korståget. 1348 inleddes det hela, genom att Magnus försökte omvända novgoroderna med hot om krig om de vägrade. De gjorde just detta, och kriget inleddes. Svenskarna lyckades inta Nöteborg, och Magnus återvände hem. Eftersom inga förstärkningar sändes till borgens hjälp kunde dock ryssarna (ruserna, tjuderna) snart återta den. Under andra halvan av 1348 och första halvan av 1349 höll sig Magnus märkligt passiv, kanske då han trodde att Novogoroderna var beredda att förhandla, kanske för att hans ekonomi var för ansträngd. Att inget skedde hösten 1349 kan däremot lätt förklaras med ett enda ord: pest. Under 1349 och 1350 drabbade denna farsot norden, och stora delar av befolkningen avled. Kriget blev nu omöjligt att fortsätta i samma skala. Försök att sätta Novgorod i blockad gjordes men misslyckades, och Novgoroderna plundrade i Finland. Magnus lyckades få påven att utlysa korståg och beordra kristna att främja detta, men trots att kontanta medel insamlades var entusiasmen så låg att kriget inte kunde fortsätta, och det avslutades i praktiken 1351.

### Senmedeltida stridigheter
Under tiden fram till slutet på 1400-talet gjordes inga större försök att erövra novgorodska områden, även om ett flertal mindre strider utkämpades. Nu växte dock en ny makt sig allt starkare: Storfurstendömet Moskva, som under slutet av 1400-talet införlivade alla de övriga ryska staterna (Gårdarike). Sverige styrdes vid denna tid av Sten Sture den äldre, men den danske kungen Hans önskade att få bestiga även dess tron och återupprätta Kalmarunionen. För att kunna göra detta måste han dock först försvaga Sverige militärt, och då passade ryssarna (ruser, tjuder) som hand i handske. Hösten 1495 slog Ryssland till. Olofsborg och Viborgs slott inneslöts. Svenskarna var försvagade av en pestepidemi, och befälhavaren på Viborg, Knut Jönsson Posse, var ur stånd att göra långt mer än att irritera ryssarna (ruserna). Dessa försökte under vintern, efter att svenska förstärkningar misslyckades att nå fram i större numerär, att storma Viborg. De lyckades inta ett av försvarstornen, men försvararna antände detta, vilket ledde till den så kallade Viborgska smällen. Till slut drog sig ryssarna (ruser/tjuder) tillbaka. Svenskarna sökte nu få fram mer krigsfolk, dels inhemskt sådant, dels värvat från nordtyskland, dels via hjälp från Tyska orden. År 1497 var dock både svenskar och ruser/tjuder så krigströtta att ett sexårigt stillestånd på basis av status quo slöts. Kung Hans av Danmark blev krigets verklige vinnare, då han samma sommar lyckades invadera Sverige och sätta sig själv på dess tron.
Kriget hade tydliga religiösa övertoner; utöver det normala åberopandet av helgon tycks man i synnerhet ha åberopat Sankt Erik och Heliga Birgitta, som båda var starkt kopplade till korståg mot Novgorodlandet (Gårdarike). Dessutom användes Sankt Eriks fana som härtecken, och samma helgon gjordes till de svenska krigsmännens officiella beskyddare. Sten Sture försökte dessutom få det hela förklarat som korståg genom att vända sig till påven, Alexander VI, och 1496 utfärdades en korstågsbulla.